# Horní Malše
Horní Malše je přírodní památka v okrese Český Krumlov, a to v katastrálních územích Bělá u Malont, Cetviny, Dolní Dvořiště, Dolní Přibrání, Kaplice, Mikulov, Mostky, Pohoří na Šumavě, Rapotice u Malont, Rychnov nad Malší, Štědrkov, Suchdol u Bujanova, Tichá, Všeměřice a Zdíky. Patří k nejrozsáhlejším českým chráněným územím této kategorie, zahrnuje celý tok Malše od jihovýchodního okraje Kaplice až k prameni, nad Dolním Dvořištěm také všechny přítoky. Nad Cetvinami se zóna PP rozšiřuje na celou pramennou oblast Malše (na české straně), zde se také překrývá s Přírodním parkem Novohradské hory.
Chráněné území s rozlohou 1890,85 hektarů v nadmořské výšce 540–1002 metrů bylo vyhlášeno k ochraně vzácných a ohrožených druhů živočichů, jako je perlorodka říční (Margaritifera margaritifera), velevrub tupý (Unio crassus), mihule potoční (Lampetra fluviatilis), vranka obecná (Cottus gobio), vydra říční (Lutra lutra), jeřábek lesní (Tetrastes bonasia), chřástal polní (Crex crex) nebo datlík tříprstý (Picoides tridactylus). Území přírodní památky Horní Malše bylo zařazeno mezi evropsky významné lokality v rámci soustavy chráněných území Natura 2000.